# 1839 dans le catholicisme
Chronologie du catholicisme
- 1835
- 1836
- 1837
- 1838
- 1839
- 1840
- 1841
- 1842
- 1843

Cet article présente les faits marquants de l'année 1839 dans le catholicisme.

## Évènements
- 18 février : Création de 3 cardinaux par Grégoire XVI.
- 26 mai : Canonisations par Grégoire XVI de :
  - Alphonse de Liguori
  - Arthaud de Belley
  - François de Geronimo
  - Véronique Giuliani
- 8 juillet : Création de 4 cardinaux par Grégoire XVI.
- 23 décembre : Création de 4 cardinaux par Grégoire XVI, dont le futur pape Pie IX (ce dernier, en particulier, in pectore).

## Naissance
- 21 juillet : Francesco Satolli, cardinal italien de la Curie, précédemment diplomate du Saint-Siège et archevêque titulaire de Naupacte (de) († 8 janvier 1910)

## Décès
- 13 mai : Joseph Fesch, cardinal français, archevêque de Lyon, oncle de Napoléon Ier (° 3 janvier 1763)
- 12 septembre : Cesare Brancadoro, cardinal italien, archevêque de Fermo (° 28 août 1755)
- 21 septembre : Saint Laurent Imbert, prélat et missionnaire français, vicaire apostolique de Corée et évêque titulaire de Capse (de), martyr (° 23 mars 1796)
- 7 octobre : Joachim-Jean-Xavier d'Isoard, cardinal français, archevêque d'Auch (° 23 octobre 1766)
- 1er décembre : Jean-Baptiste de Latil, cardinal français, archevêque de Reims (° 6 mars 1761)
- 7 décembre : Emmanuele de Gregorio, cardinal italien de la Curie (° 18 décembre 1758)